# Mongo Wrestling Alliance
Mongo Wrestling Alliance, abbreviato MWA, è una serie televisiva animata statunitense del 2011, creata da Tommy Blacha.
La serie è stata trasmessa per la prima volta negli Stati Uniti su Adult Swim dal 23 gennaio al 31 luglio 2011, per un totale di 10 episodi ripartiti in una stagione.
L'animazione della serie è una combinazione tra flash e CGI.

## Trama
La serie narra le avventure di Rusty Kleberkuh, un ragazzo amante del wrestling determinato nel voler riportare in alto il nome della famiglia. Per farlo dovrà imbattersi in duri allenamenti che lo porteranno a combattere contro prostitute fumatrici, mutanti malvagi e mostri di tutti i tipi.

## Episodi
| nº | Titolo originale                    | Prima TV USA     |
| -- | ----------------------------------- | ---------------- |
| 1  | Behold The Mongo Wrestling Alliance | 23 gennaio 2011  |
| 2  | To Trap a Giant                     | 30 gennaio 2011  |
| 3  | Baron vs. Johnny                    | 6 febbraio 2011  |
| 4  | Mongo Mexico                        | 13 febbraio 2011 |
| 5  | Brianna Beautiful Butt Ballerina    | 19 giugno 2011   |
| 6  | Presumed Imbecile                   | 26 giugno 2011   |
| 7  | The Mute Cacophony of Death         | 10 luglio 2011   |
| 8  | Rusty Quits Wrasslin'               | 17 luglio 2011   |
| 9  | Shrimp Frenzy                       | 24 luglio 2011   |
| 10 | Nekro Nurses                        | 31 luglio 2011   |

## Produzione
Per la creazione della serie, Tommy Blacha si è ispirato alle sue stesse passioni: la commedia e il wrestling. Blacha ha lavorato precedentemente come direttore creativo della WWE, dove ha elaborato storie e trame per l'azienda. Durante la produzione della serie, Blacha ha cercato di non giudicare i personaggi reali del wrestling per prevenire controversie, mettendo principalmente in risalto i combattimenti.
Originariamente, la serie si doveva chiamare The Galaxy Wrestling Alliance ed è stata programmata per andare in onda nel febbraio 2010.